# تل تمر

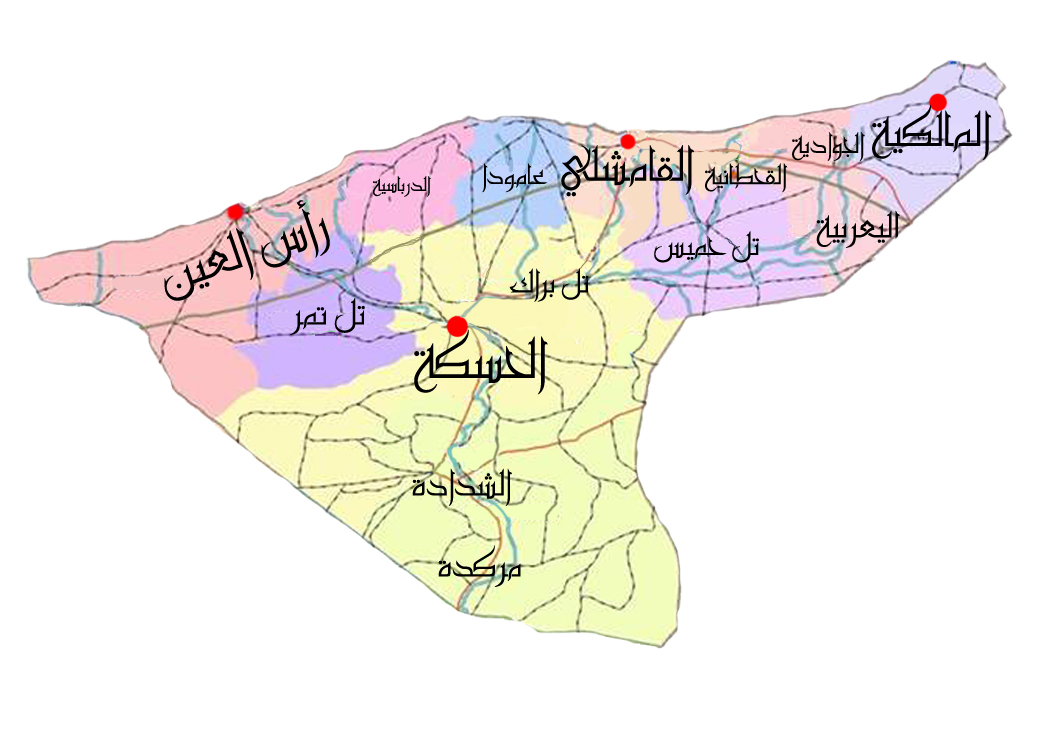
مدن محافظة الحسكة

تل تمر (بالسريانيَّة: ܬܠ ܬܡܪ) هي بلدة ومركز ناحية تل تمر التابعة لمنطقة الحسكة في محافظة الحسكة في الجزيرة الفراتية. تضم بلدة و133 قرية. تبعد 40 كم عن مدينة الحسكة و35 كم عن مدينة رأس العين على ضفة نهر الخابور وعلى امتداد 1 كم تقريباً. يحدها من الجهة الشرقية الطريق الواصل بين الحسكة رأس العين، وأما جنوباً فيحد البلدة طريق م 5 الذي يصل بين حلب والقامشلي.

## التاريخ
في عام 1934 كانت بداية التوافد على هذه المدينة حيث كان عدد سكان القرية الأصليين لا يتجاوز 1500 نسمة. اجتذبت البلدة الكثير من السكان بسبب موقعها الاستراتيجي الهام. أما القرى التابعة لهذه المدينة فلها تاريخ طويل يمتدد إلى العصور القديمة كما أثبتت أعمال التنقيب في بعض التلال القريبة من المدينة.
.

## السكان
أغلب سكان بلدة تل تمر من الآشوريين ويتبعون كنيسة المشرق الآشورية، ويقطن في البلدة العرب والمحلمية المهاجرون من ماردين. حسب إحصاء عام 2004، بلغ عدد سكان البلدة 7285 نسمة والناحية 50982 نسمة.
تعاني هذه البلدة من الهجرة إلى الخارج (الدول الأوروبية) وخصوصاً من الآشوريين. توجد في القرية كنيسة تُعرف باسم (القديسة)، وهي مبنية على الطراز المعماري الحديث سنة 1986.

## القرى التابعة لتل تمر
هنالك عدد كبير من القرى التابعة لـ تل تمر نذكر منها على سبيل المثال : تل جدايا، تلت جمعة، تل الجميلية، تل حفيان، تل طويل، تل فويضات جزيرة، تل كيفجي، تل مساس، تل مغاص، الرقبة، تل نجمة، تل نصري، الفيصلية ،المناخ ،خشمة الزركان (قبور القراجنة فوقاني) تل تمر، الدردارة، تل دمشج، الفكة (منيسف تحتاني، منيسف فوقاني) قبر صغير غربي (قبر كبير غربي) باب الخير غربي، باب الخير شرقي، القاسمية، مجيبرة زركان، عين العبد (أبو كبرة) وادي النجمة، أم غرقان، تل باز، تل بالوعة، تل بريج، تل رحيل جزيرة، تل رمان فوقاني، تل سكرة، تل شامية.
وفيها الضريح المعروف بضريح عبد العزيز : وهو ضريح حسام الدين عبد العزيز بن  محمد الأكحل بن الشيخ حسام الدين شرشيق بن الشيخ محمد الهتاك أبن الشيخ  عبد العزيز بن عبد القادر الجيلاني  الجبالي المولد والدار والوفاة.

## معرض صور

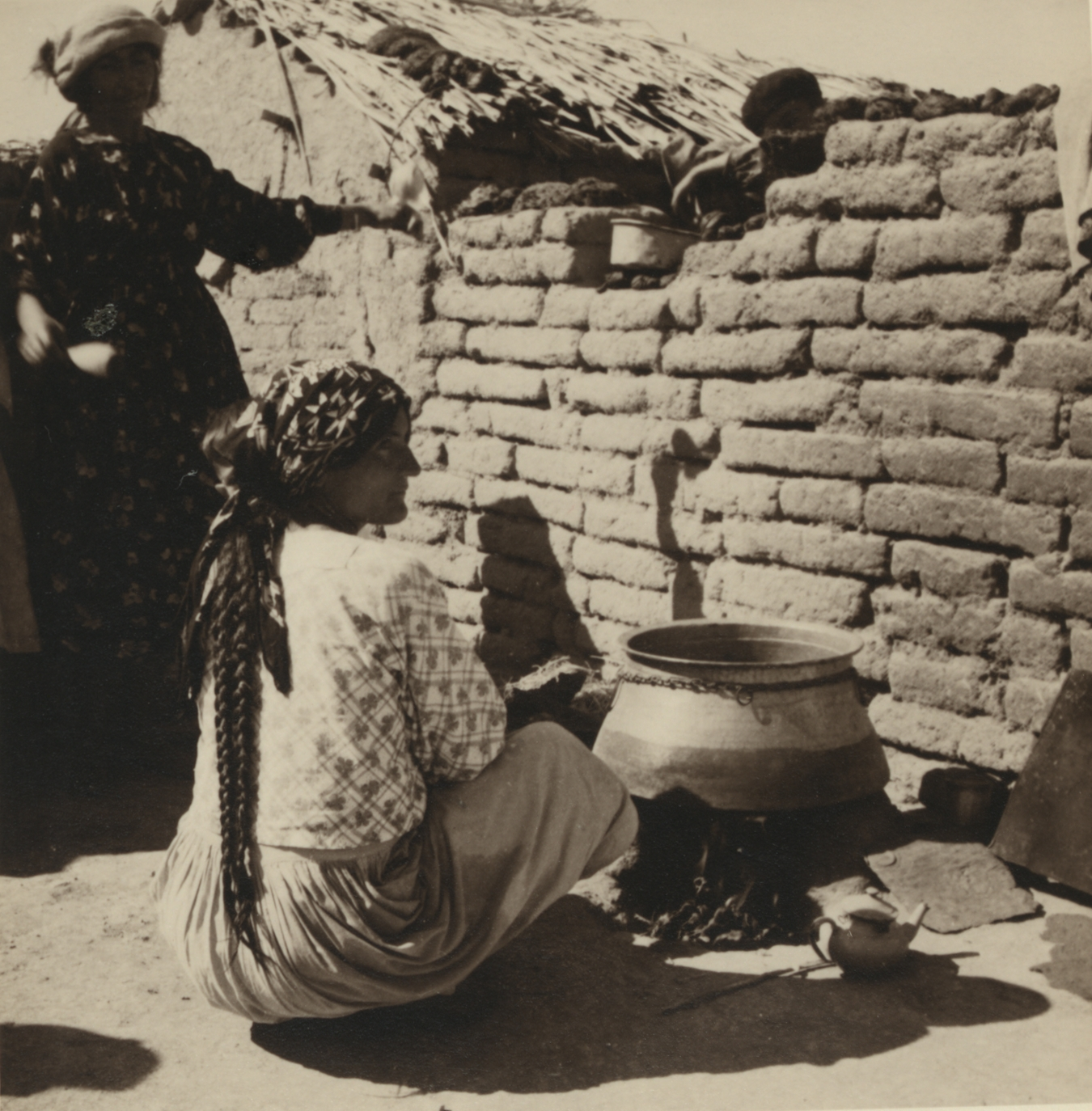
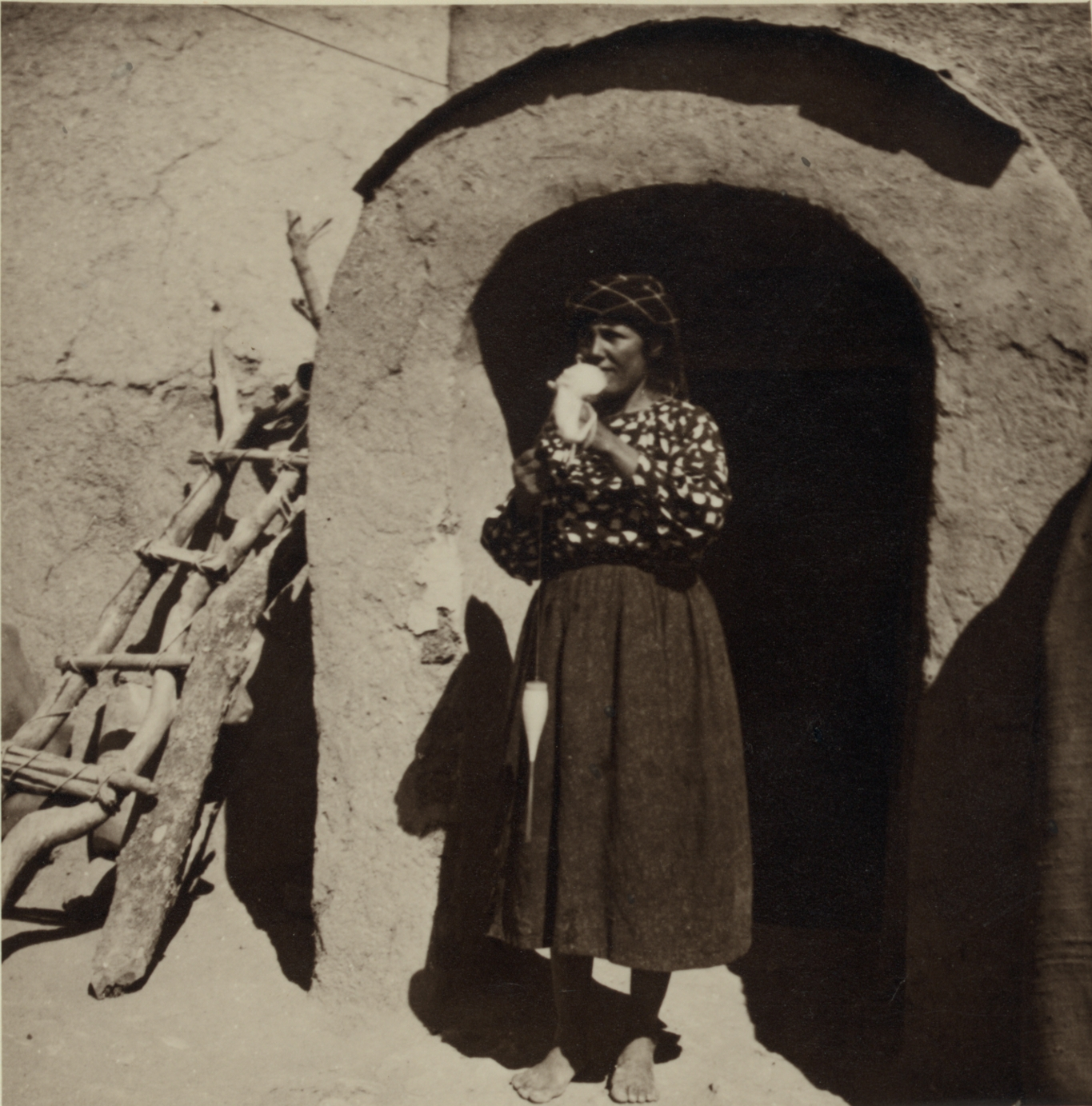
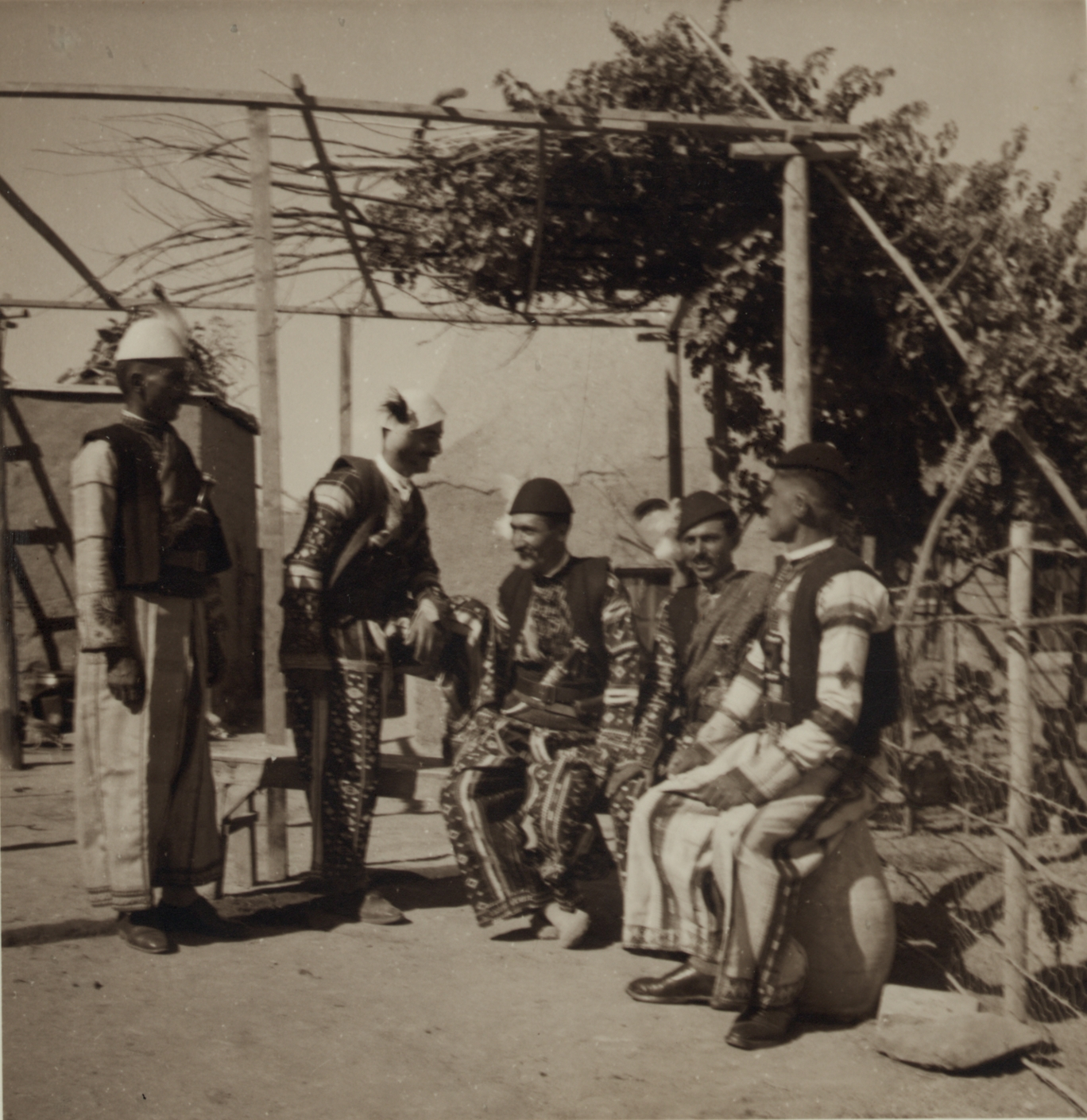
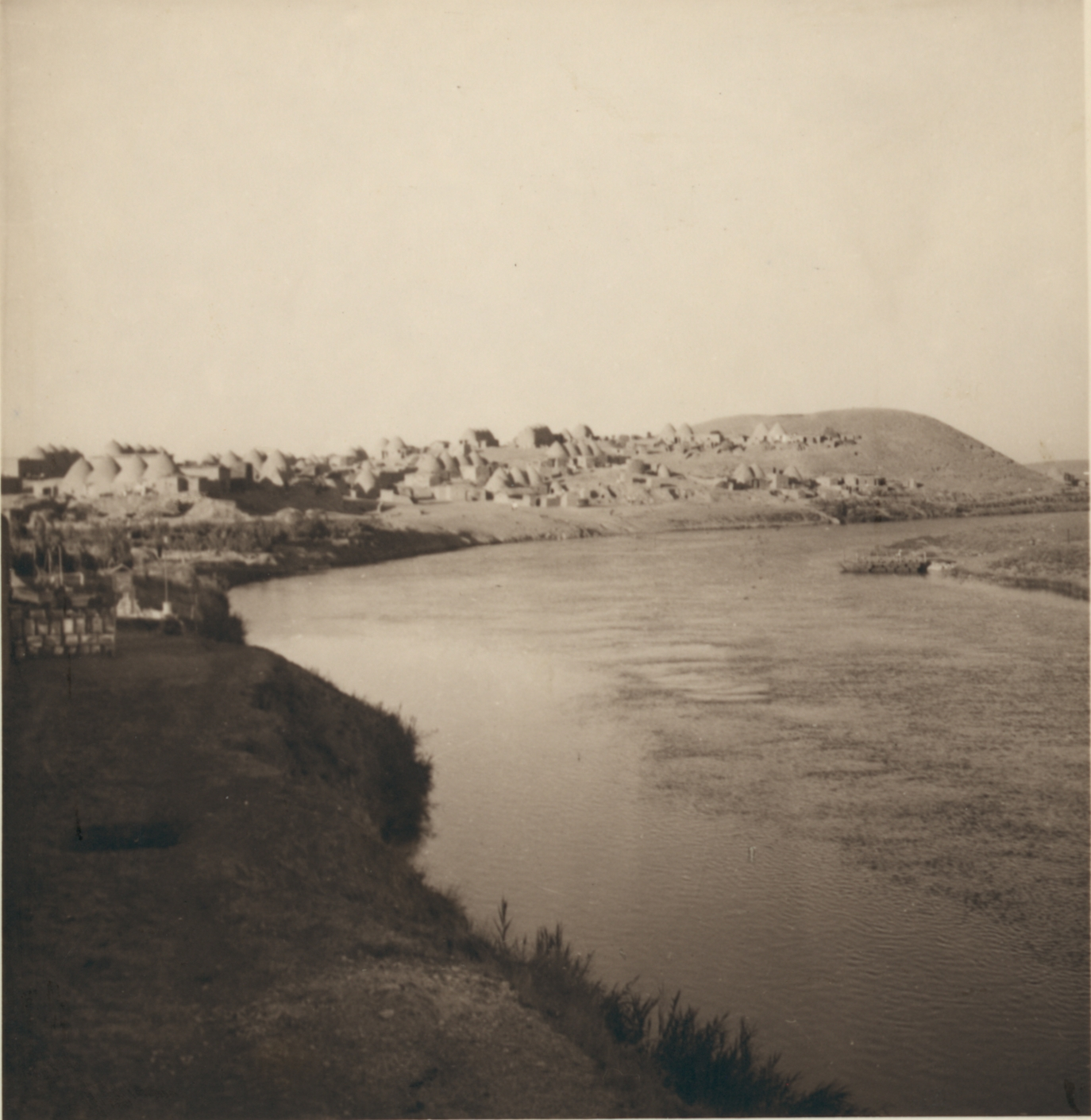

## وصلات خارجية
- موقع مدينة القامشلي
- شبكة مواقع الحسكة نت